# Орнета
Орне́та (пол. Orneta, ранее Вормдит нем. Wormditt) — город в Польше, входит в Варминьско-Мазурское воеводство, Лидзбаркский повят. Административный центр городско-сельской гмины Орнета. Занимает площадь 9,63 км². Население — 8924 человека (на 2018 год).

## Памятники
В реестр охраняемых памятников Варминьско-Мазурского воеводства занесены:
- Город в пределах оборонительных стен XIV—XIX вв.
- Костёл Иоанна Крестителя  XIV, XV в.
- Плебания
- Лютеранская церковь 1829 г.
- Иерусалимская часовня XVII/XVIII в.
- Монастырь сестер екатеринок 2 половина XVI, XVIII, 2 половина XIX в.
- Монастырский сад XVIII в.
- Школа 1888, 1899 г.
- Подвалы замка XIV, XVI в. в здании школы
- Остатки городских стен XIV—XV в.
- Ратуша XIV в.
- Урбанистический комплекс улиц Эльблонгской и Подгорной 1848—1850 гг.
- Зернохранилище конца XVIII в.
- Суд 1905 г.
- Доходные дома конца XIX в. по ул.Пионеров 5, 10, 12, 14, 15, 16

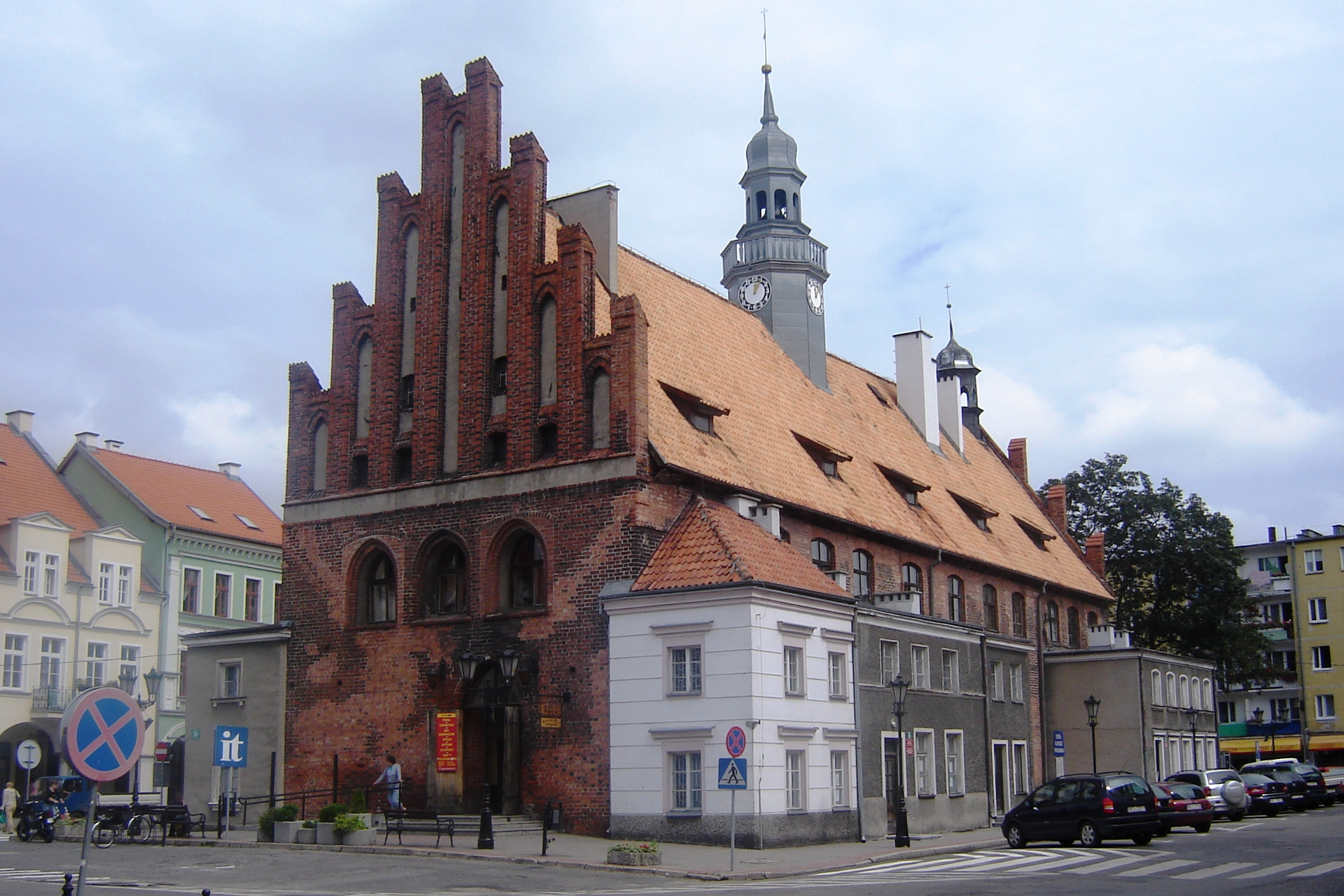
Ратуша
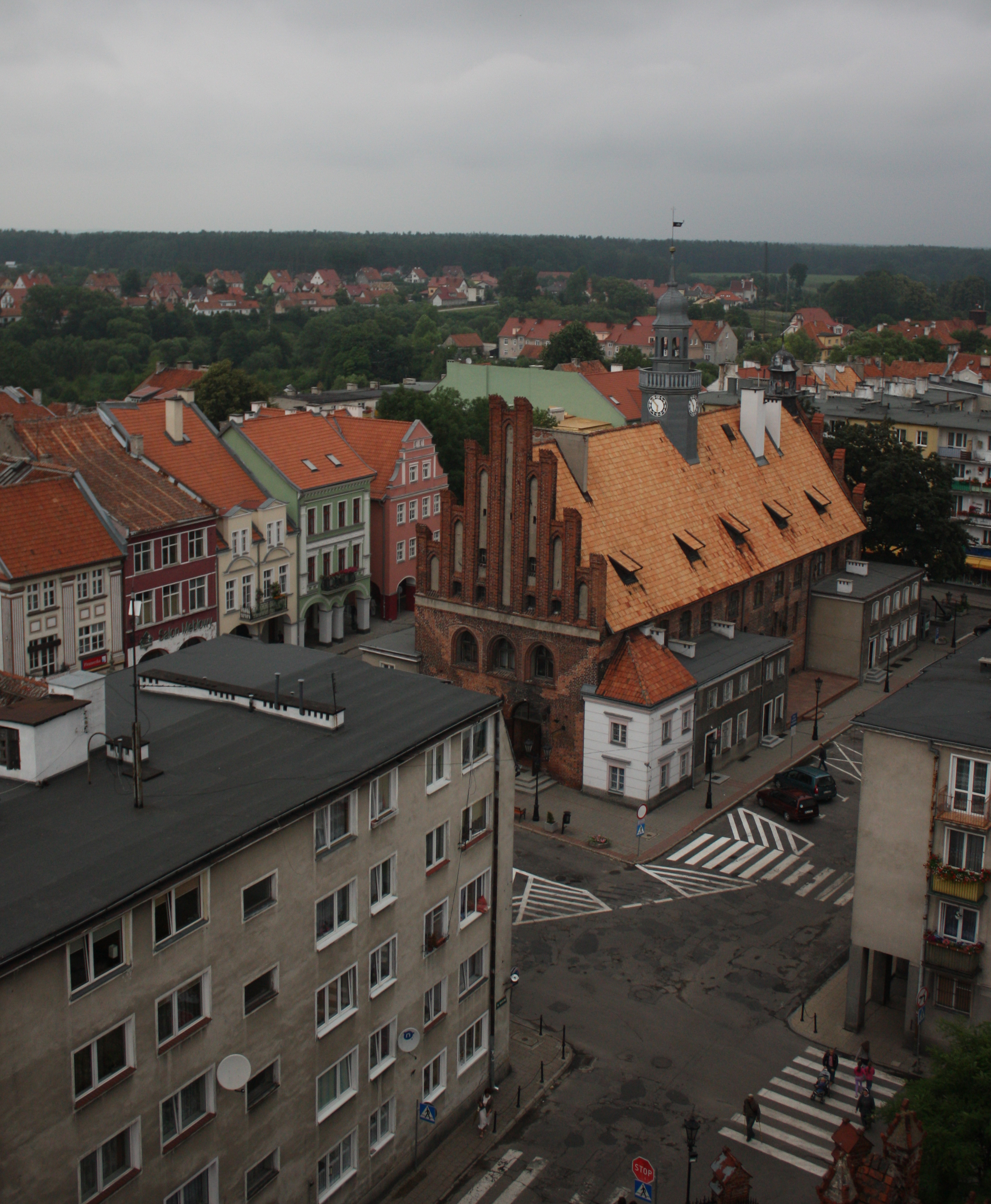
Рынок, ратуша
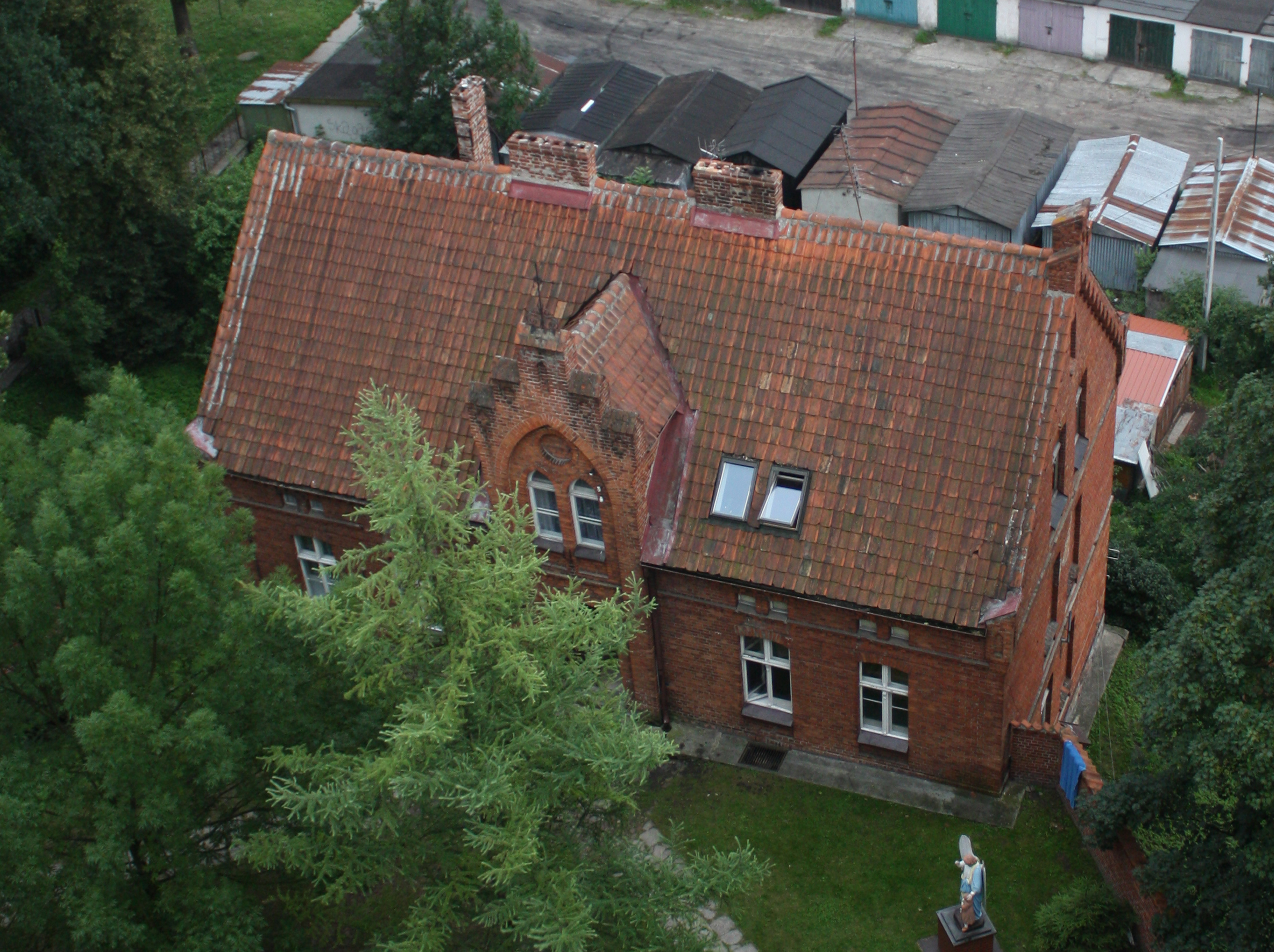
Плебания
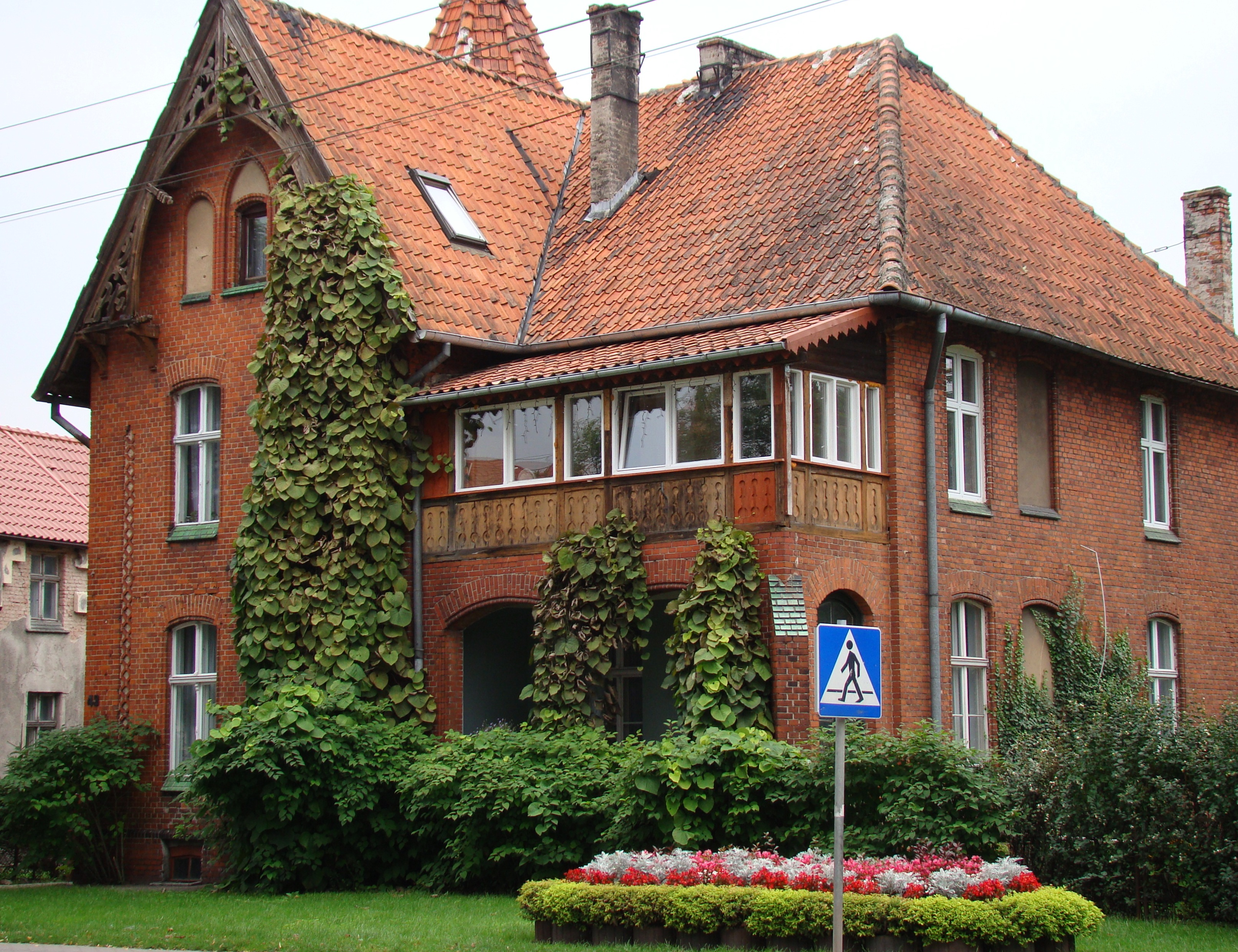
Вилла по ул. 1 Мая
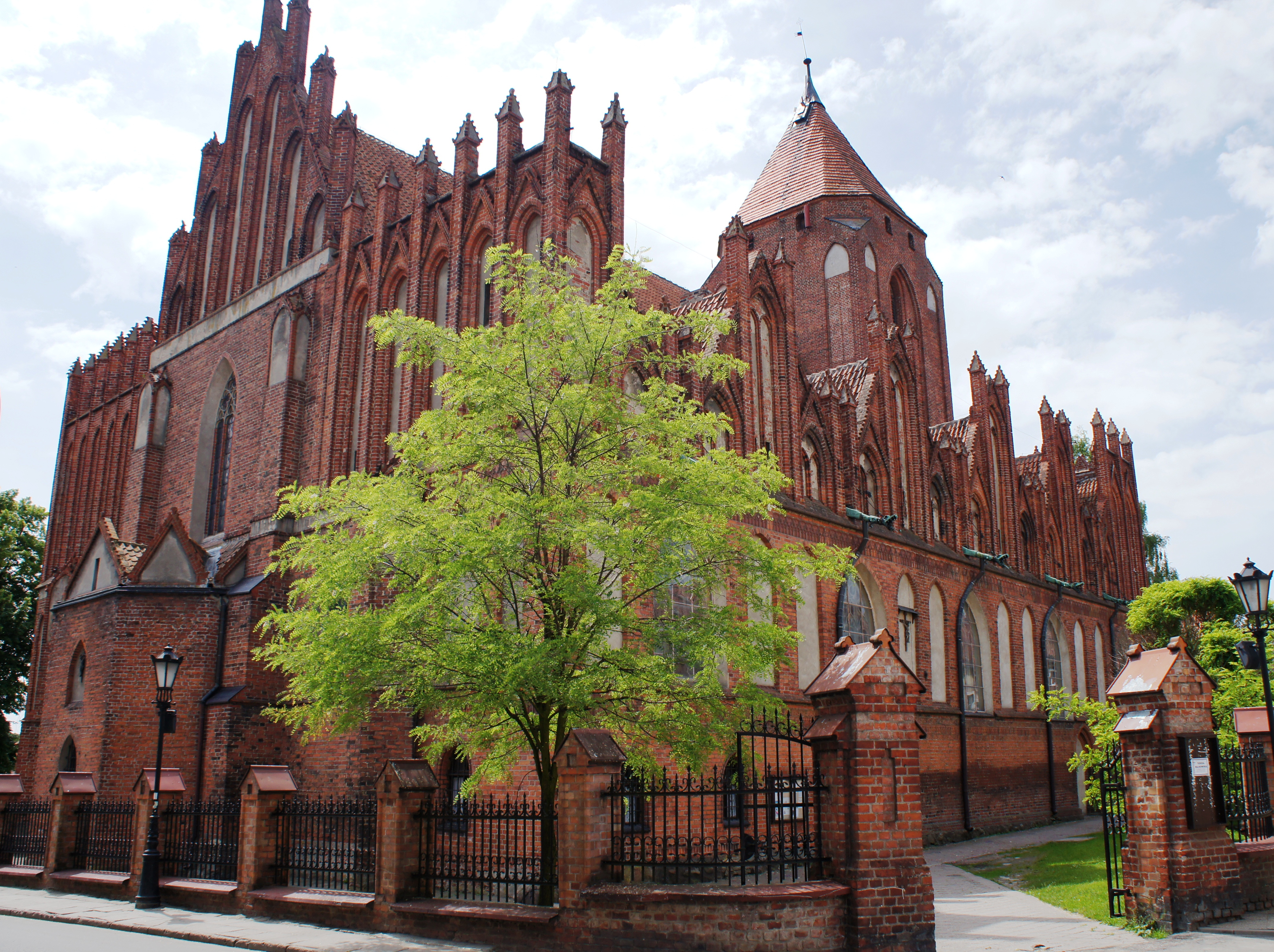
Костёл Иоанна Крестителя
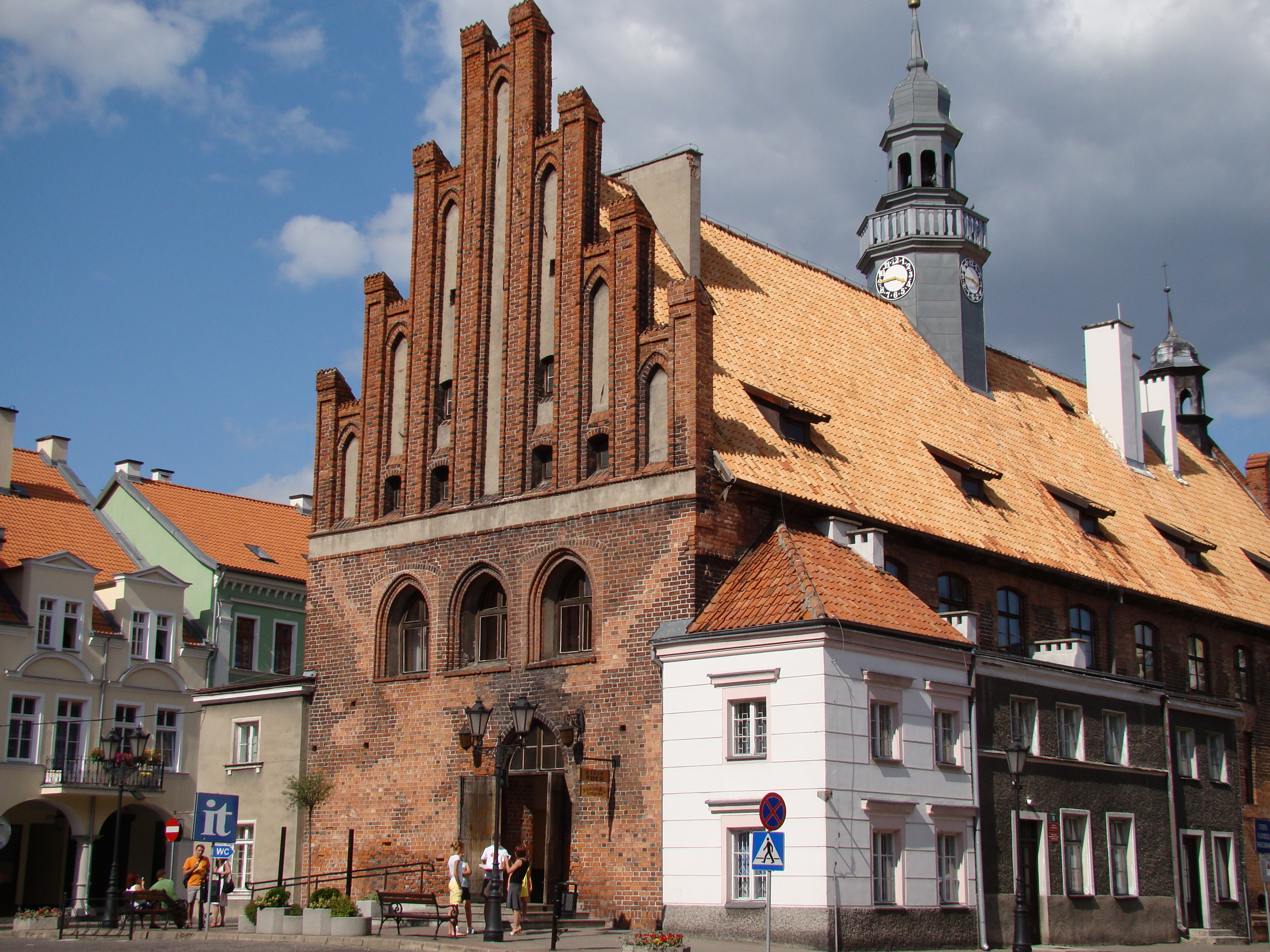
Ратуша

## Международные отношения

### Города-побратимы
- Лентварис, Литва (23 мая 1998 года)[4]